# Kan'onji, Kagawa
Kan'onji (観音寺市 Kan'onji-shi) là một thành phố thuộc tỉnh Kagawa, Nhật Bản.